# عبد الرحمن خضر (كندي)
عبد الرحمن خضر (مواليد 1982) مواطن كندي كان محتجزا كمقاتل عدو في الاعتقال خارج نطاق القضاء في معسكرات اعتقال الولايات المتحدة في معتقل جوانتانامو في كوبا بعد اعتقاله في عام 2002 في أفغانستان للاشتباه بصلته بتنظيم القاعدة. ادعى لاحقا أنه كان مخبرا لوكالة المخابرات المركزية التي رفضت التعليق.
هو الطفل الثالث والابن الثاني لأحمد خضر وهو كندي بارز لوحظ لعمله الخيري في باكستان وأفغانستان فضلا عن العلاقات المزعومة مع الإرهابيين والقاعدة. تم القبض على شقيقه الأصغر عمر خضر من قبل قوات الولايات المتحدة بشكل منفصل في سن 15 في أفغانستان في عام 2002 خلال تبادل لاطلاق النار. احتجز أيضا في غوانتانامو.

## النشأة والتعليم

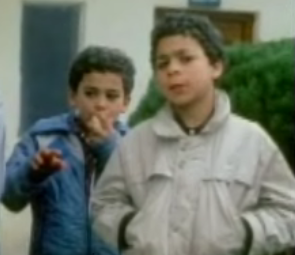
عبد الرحمن خلف شقيقه الأكبر عبد الله

ولد عبد الرحمن خضر في المنامة عاصمة مملكة البحرين وهو ابن المصري أحمد خضر والفلسطينية مها السمنة اللذان تجنسا بالجنسية الكندية بعد هجرتهما إليها. والده تخرج من مدرسة في أوتاوا وبدأ بعد ذلك العمل في البحرين. زار باكستان بعد الحرب السوفيتية في أفغانستان في أوائل عقد 1980 وجلب عائلته إلى باكستان في عام 1985. هناك عمل لصالح الجمعيات الخيرية لمساعدة اللاجئين الأفغان.
في شبابه كان عبد الرحمن معروفا بكثرة مشاكله وكثيرا ما يهرب ويقع في ورطة ورفض اتباع أي قواعد وشرب الكحول وقام بتدخين السجائر. كان لديه شقيقة أكبر سنا وثلاثة من الأخوة الذكور الأصغر سنا وأخت الصغرى.
في عام 1994 في سن الثانية عشر تم إرساله إلى معسكر خلدن جنبا إلى جنب مع شقيقه الأكبر عبد الله حيث كان يعطى الاسم المستعار أسامة. الشقيقان كانا دائمي الشجار مع بعضهما البعض إلى درجة وصلت إلى إشهار السلاح في وجه الآخر قبل أن يتدخل المدرب لفض النزاع الذي بينهما. في عام 1997 تدخل أبو الليث الليبي للوساطة في النزاع بين الأخوين الذي استطاع الحصول على ثقتهما واحترامهما بإخبارهما عن مدينة دبي واستيراد سيارات الفيراري مما جعل عبد الرحمن يصف الأمر بالرائع حقا.
بينما كانت أسرته تعيش لفترة وجيزة في نجم الجهاد مع عائلة أسامة بن لادن في عام 1998 أصبح عبد الرحمن صديق مقرب من عبد الرحمن بن لادن الذي كان قريب من عمره والطفل الوحيد في المجموعة الذي لديه حصانه العربي الخاص. أقنع عبد الرحمن بنجاح والده أن يشتري له حصان أيضا. مرة واحدة خاض الحصانان قتال فيما بينهما مما أجبر بن لادن على إشهار البندقية في وجه عبد الرحمن لإيقاف القتال وبعد إيقاف القتال قتل حصانه العربي.
عندما كانت الأسرة تستعد لمغادرة المجمع تشاجر عبد الرحمن وعبد الله على الجلوس في السيارة مما أجبر الأم على سؤال بن لادن إن كان يستطيع رعاية ابنها عبد الرحمن لأنه كثير المشاكل ولا تستطيع السيطرة عليه وفقد وافق أخيرا على مضض حتى عودة والده ولكن في اليوم التالي قال عبد الرحمن بن لادن أنه لن يجدي نفعا وطلب من سيف العدل أن يأخذ عبد الرحمن إلى محطة الحافلات حتى يتمكن من اللحاق بعائلته العائدة إلى بشاور.
في العام التالي أرسل عبد الرحمن إلى معسكر الجهاد أهلا وسهلا الفاروق لمدة سبعة أيام وقال مسؤولون أمريكيون أن المعسكر التدريبي تابع لتنظيم القاعدة لتدريب المتشددين. في 20 أغسطس 1998 تم قصف معسكر الفاروق بواسطة صواريخ كروز الأمريكية وقتل عمرو حامد وهو صديق عبد الرحمن. قال خضر في وقت لاحق من شبابه أنه يكره الأمريكان لقتلهم صديقه.

## الاعتقال وإطلاق سراحه

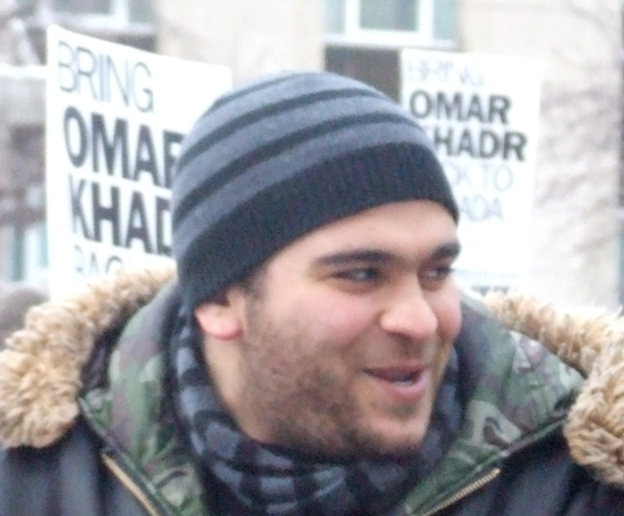
عبد الرحمن خضر في القنصلية الأمريكية في تورونتو كجزء من احتجاج طلب الإفراج عن أخيه المعتقل في غوانتانامو.

في نوفمبر 2001 تم القبض على عبد الرحمن البالغ من العمر 19 سنة من قبل التحالف الشمالي في كابول حيث كان يتجول. ادعى رجل مسن في وقت لاحق أن عبد الرحمن قد ركب مدفع مضاد للطائرات على سطح المنزل. نقل إلى سلطات الولايات المتحدة للاشتباه في أنه قتل مسعف أمريكي ولكن أفرج عنه. ادعى في وقت لاحق أنه تم القبض عليه عدة مرات أخرى وأفرج عنه في كل مرة.
عند هذه النقطة تختلف الروايات. يدعي عبد الرحمن أنه عاش لمدة تسعة أشهر في منزل آمن تابع لوكالة المخابرات المركزية بالقرب من السفارة الاميركية في كابول وعمل في الخارج مخبرا. ولكن تقول مصادر أخرى أنه تم نقله إلى خليج غوانتانامو في 21 مارس 2002 بتهمة مقاتل عدو.
ذكرت صحيفة نيويورك تايمز في وقت لاحق أن وكالة المخابرات المركزية عرضت على عبد الرحمن عقد في مارس 2003 وطلبت منه العمل بوصفه متسلل للاستخبارات الأمريكية في غوانتانامو على أن تدفع خمس آلاف دولار أمريكي وراتب شهري قدره ثلاث آلاف. بينما كان في كوبا فإن عبد الرحمن حصل على معلومات من زملائه السجناء قبل أن يقضي خمسة أشهر إضافية في سجن معسكر إكس-راي حيث ادعى أنه تم تدريبه كأحد النشطاء السريين لوكالة المخابرات المركزية.
نشرت وزارة دفاع الولايات المتحدة طول ووزن جميع المعتقلين باستثناء عشرة أسرى. خضر كان أحد العشرة الذين حجبت معلومات الطول والوزن عن النشر. أدرج عبد الرحمن باسم عبد خضر على القائمة الرسمية لمعتقلي غوانتانامو. لم تقدم وزارة الدفاع تفسيرا لماذا لم يتم نشر أية سجلات لأولئك الرجال العشرة.
قالت الولايات المتحدة في وقت لاحق أن خضر قد أزيل من المخيم في يوليو 2003. لكن في 9 أكتوبر 2003 لخصت صحيفة واشنطن بوست مذكرة اجتماع ما بين الجنرال جيفري ميلر وموظفيه وفنسنت كاسارد من اللجنة الدولية للصليب الأحمر يعترف بأن سلطات المعسكر لم تسمح للجنة الدولية في الحصول على عبد الرحمن وثلاثة معتقلين آخرين بسبب الضرورة العسكرية.
يقول عبد الرحمن أنه في وقت لاحق منح جواز سفر مزيف واستقل طائرة غلف ستريم الفضائية المخصصة لمدير وكالة المخابرات المركزية جورج تينيت. وقال أنه بعد التوقف في البرتغال حطت الطائرة في البوسنة والهرسك حيث طلب منه القيام بعملية تجسس على المساجد في سراييفو. عبد الرحمن حاول الاقتراب من السفارات الكندية في الدول المختلفة وقوبل بالرفض في كل منهم. قال أنه اتصل هاتفيا بجدته فاطمة السمنة بينما كان في سراييفو وطلب منها أن تذهب إلى وسائل الإعلام الكندية وتقول لهم أنه قد انقطعت عنه السبل ورفض دخوله مرة أخرى إلى كندا. أخيرا وافقت السفارة الكندية في البوسنة والهرسك ونقل جوا إلى كندا في 30 نوفمبر 2003.
في 4 ديسمبر 2003 عقدت عبد الرحمن مؤتمر صحفي مع نظيره المحامي روكو جالاتي. ناقش دوره في الحرب على الإرهاب ولكن استبعد لاحقا بالتعاون مع وكالة المخابرات المركزية. في الشهر التالي نفى التقارير التي ذكرتها صحيفة تورنتو ستار بأنه أطلق سراحه مقابل إعطاء معلومات للأمريكيين عن موقع والده الذي قتل في غارة جوية بدون طيار في وزيرستان قبل أسبوعين من الإفراج عن عبد الرحمن.

## المقابلات
في مارس 2004 قدم عبد الرحمن سلسلة من ثلاث مقابلات مع بوبليك برودكاستنغ سيرفيس لبرنامج تلفزيوني الذي أصبح أساس لبرنامج وثائقي بعنوان ابن تنظيم القاعدة. كان قد مر باختبار كشف الكذب. أدعى بأنه نشأ في عائلة تنظيم القاعدة وقال أنه استاء من والده لعلاقاته مع المتشددين.
عرض عبد الرحمن عددا من الروايات المتضاربة من حياته. على سبيل المثال فقد ادعى أنه عندما بلغ من العمر التاسعة بدأ حضور معسكرات التدريب الأفغانية وأنه بقي فيها حتى وقت متأخر من عام 2003 وأنه بعد سنوات لم يطرد فقط من المخيمات ولكن تم اعتقاله من قبل الولايات المتحدة. أدلى بتصريحات ملمحا بأن كل شيء في حياته كذبة قبل نشر قصته الأخيرة.

## قضية جواز السفر
في يوليو 2004 تم رفض منح عبد الرحمن جواز سفر كندي من قبل الحاكم العام أدريان كلاركسون بناء على نصيحة صريحة من وزير الشؤون الخارجية بيل غراهام من خلال التذرع بالاختصاص الملكي. ادعى غراهام أن القرار كان في مصلحة الأمن القومي لكندا وحماية القوات الكندية في أفغانستان. لم يدرج الأمن القومي كسبب من أسباب الرفض لمنح جواز السفر الكندي في ذلك الوقت مما يتطلب استخدام الحق الملكي. بموجب شروط التعديل تم تمكين الوزير من إلغاء أو رفض تجديد أو إصدار جواز سفر لأسباب تتعلق بالأمن الوطني.
سعى خضر للمراجعة القضائية لقرار الوزير. في 8 يونيو 2006 قضت المحكمة الاتحادية لكندا أن الوزير لم يكن لديه القدرة على عدم منح جواز سفر لعبد الرحمن في غياب السلطة المحددة الواردة في جواز السفر ولكن جاء في سياق المرافعة أن الأمر حدث بعد التعديل على القانون فلا يحق لعبد الرحمن تحدي الإلغاء.
في 30 أغسطس 2006 بدعم من رئيس الوزراء ستيفن هاربر رفض وزير الشؤون الخارجية بيتر ماكاي منح جواز سفر لعبد الرحمن وهذه المرة على أساس القانون المعدل.

## مطالبات مختلفة
- على الرغم من أن محمود جاب الله قال أنه لم يلتق قط بأحمد خضر أثناء وجوده في بشاور إلا أن عبد الرحمن قال أنه رأى جاب الله في جميع أنحاء المدينة.
- ردا على سؤال من وكالة المخابرات المركزية لخضر عن أسماء الكنديين الذين حضروا خلدن فقد ذكر أسماء عمرو أبو المعاطي وأحمد أبو المعاطي وعمرو حامد وكندية آخر كان يعرف فقط باسم إدريس الذي اعتقل بتهمة التآمر لمهاجمة السفارة في أذربيجان. ادعى لاحقا أن عمرو أبو المعاطي قد أعطى جواز السفر الكندي له لإدريس.
- قال أن عائلته كانت تدير دار ضيافة للكنديين الراغبين في التدرب مع تنظيم القاعدة.

## صفقة فيلم
في 9 يناير 2005 ذكرت مجلة فارييتي أنها تخطط لعمل فيلم على أساس حياة عبد الرحمن. ذكرت المجلة أن صفقة الفيلم قد تتكون من مبلغ يتكون من ستة أرقام لعبد الرحمن. في 5 يونيو 2005 أفادت المجلة أن كيير بيرسون كاتب سيناريو فيلم فندق رواندا سيقوم بعمل سيناريو الفيلم مع شركة شركة باراماونت بيكتشرز.